# Ordine della Gloria (Azerbaigian)
L'Ordine della Gloria (Şöhrət Ordeni) è un'onorificenza azera.

## Storia
L'Ordine è stato fondato il 6 dicembre 1993.

## Assegnazione
L'Ordine è assegnato ai cittadini:
- per altissimi meriti nel campo dello sviluppo economico, scientifico, tecnico e socio-culturale
- per meriti speciali nel rafforzare la pace e l'amicizia e promuovere la cooperazione tra le nazioni;
- per i risultati eccezionali nel lavoro nei settori dell'industria, trasporti, comunicazioni, costruzioni e altri settori dell'economia;
- per i loro altissimi meriti nel campo della scienza, dell'istruzione e della sanità.

## Insegne
- Il nastro è nero con due strisce azzurre ai lati circondate da due sottili strisce bianche.